# Lucas Buadés
Lucas Buadés (sinh ngày 28 tháng 12 năm 1997) là một cầu thủ bóng đá chuyên nghiệp người Pháp hiện tại đang thi đấu ở vị trí tiền vệ cho câu lạc bộ Rodez tại Ligue 2.

## Sự nghiệp thi đấu

### Nîmes
Buadés ra mắt chuyên nghiệp cho Nîmes Olympique, trong trận thua 1–0 tại Ligue 2 trước LB Châteauroux vào ngày 21 tháng 8 năm 2017. Ngày 3 tháng 7 năm 2019, anh ký bản hợp đồng chuyên nghiệp đầu tiên với Nîmes. Ngày 30 tháng 6 năm 2020, anh đã gia hạn hợp đồng, kéo dài thời hạn đến năm 2022.

### Rodez
Vào ngày 3 tháng 6 năm 2023, trong trận đấu quyết định suất thăng hạng và xuống hạng giữa Bordeaux và Rodez tại vòng đấu thứ 38 của Ligue 2 2022–23, Buadés đã ghi bàn mở tỷ số cho Rodez và ăn mừng trước các cổ động viên Bordeaux, khiến một cổ động viên tấn công anh và Wilitty Younoussa. Buadés bị chấn thương sau vụ tấn công và được đưa đến bệnh viện, còn trận đấu đã bị trọng tài Nicholas Rainville hủy bỏ. LFP sau đó đã xử thắng cho Rodez, và FC Annecy phải xuống hạng.